# 296930 McLaren
296930 McLaren è un asteroide della fascia principale. Scoperto nel 2010, presenta un'orbita caratterizzata da un semiasse maggiore pari a 2,2902409 au e da un'eccentricità di 0,1410320, inclinata di 5,91805° rispetto all'eclittica.